# Bretanya en el segle XIX
Durant el segle xix, a Bretanya s'anirà formant una consciència diferenciada, però que no aconseguirà plasmar en un moviment de masses.
L'any següent de l'execució de Jorg Cadoudal, el 1805, es fundaria l'Académie Celtique, dirigida per Jean-François-Marie Le Gonidec (1775-1838), autor el 1824 del Dictionnaire celto-bretonne, el primer amb criteris científics i amb 10.000 mots, on intenta unificar el bretó basat en el dialecte de Leon; Jacques Cambry (1749-1809), antiquari i autor d'unes Monumentes celtiques (1805), i Jacques Le Brigant (1720-1804), erudit celtista i autor d'uns Élements de la langue des deltes gamerites ou bretons (1779) i Disertation sur le peuple celte nomené Brigantes (1762). I vers el 1830, la violació de la Carta per Carles X de França provocarà la creació d'una Ligue du Refus de l'impôt que invocava les llibertats bretones del Tractat de la Unió. El mateix Lluís Felip I de França farà publicar la Carta Constitucional del 1830 en bretó i en distribuirà 3.000 exemplars als municipis de la Baixa Bretanya. El 1829 s'obriria a Konk-Leon (Finisterre), una fàbrica per tal d'extraure el iode de les algues marines.
Alguns escriptors francesos, endemés, transmetien estereotips gens favorables als bretons. En la seva obra Quatre-vingt-treize (1874) Victor Hugo afirma que la Bretagne est una vieille rebelle i critica l'actitud bretona de suport a la revolta dels xuans. Prosper Merimée visità el país el 1835, i el definí en termes força pejoratius en una carta enviada als seus amics provençals, qualificant el bretó de langue que le diable l'inventée… i als pagesos bretons de sauvages.

## La persecució al bretó
El 1831 els prefectes de Bretanya fan saber que cal destruir absolutament la parla bretona; el 15 d'octubre del mateix any M. de Montalivet, prefecte d'Aodoù an Hanternoz, va escriure una carta al ministre d'Instrucció Pública on proposava : 
- No hauríem d'afavorir per tots els mitjans possibles l'empobriment i la corrupció del bretó, de tal manera que, d'un poble a un altre no es puguin entendre ? Perquè aleshores les necessitats de comunicació obligaria al pagès bretó a aprendre francès. Això destruiria totalment el bretó;

- El sotsprefecte de Quimperlé (Baixa Bretanya), Auguste Romieu, tot i que declarava que on dit les sept merveilles du monde; M. Le Gonidec a voulu en ajouter une huitième, qui est de ressusciter une langue morte afirmaria que llevat les viles, la resta de la campinya bretona hauria d'estar sotmesa a una mena de règim colonial…no dic res exagerat.

El 1845, un altre prefecte, en un discurs, recordaria: Cavallers, tingueu en compte que sobretot heu estat nomenats per matar la llengua bretona. I el 1846 el prefecte de Costes del Nord li contestà al bisbe de Sant Brieg que l'objectiu especial de les nostres escoles a la Baixa Bretanya és substituir el bretó per la llengua francesa. Tot i així, els antics xuans bretons encara mantingueren força influència en la política del país, com ho demostra el fet que el 1832 recolzaren la candidatura de la comtessa de Berry contra Lluís Felip d'Orléans, a qui li costaria força fer-se popular entre els bretons.
El 1865 fou inaugurat el ferrocarril París-Brest, amb la qual cosa es trenca l'aïllament tradicional del país vers la resta de França, però també comença la despersonalització i aculturació, agreujada amb l'arribada de turistes i l'emigració de pagesos i pescadors bretons cap a París, i continuada amb l'establiment del servei militar obligatori. Per altra banda, el 1859 Roazhon esdevé seu arquebisbal, però se li separa la seu de Naoned, que serà unida a la de Tours, i d'aquesta manera, encara que de moment només eclesiàsticament, es trenca la unitat territorial bretona.

## Naixement del moviment bretonista
El moviment bretonista encara era en estat embrionari. Fins al 1843 no es fundaria una nova Association Bretonne (intent de ressuscitar la fundada per La Rouërie), de caràcter històric, arqueològic i agrari, que fou suspesa per les autoritats napoleòniques el 1854, i reactivada des del 1872, dedicada a la historiografia vindicativa del "passat gloriós" anterior al 1532 i on hi destacarien les personalitats d'Aorelien Courson (1811-1889), Pierre Michel Pitre-Chevalier (1812-1863) i sobretot l'historiador Artur Lemoyne de La Borderie (1827-1901). D'altres erudits destacats foren Jozeb Loth (1847-1934), catedràtic de llengües cèltiques a Roazhon, fundador de la revista Annales de Bretagne el 1886 i traductor del Mabinogi al francès; Prosper Levot (1801-1878), conservador de la biblioteca del port de Brest, el p. Fransez Duine (1870-1925) i Antoine Dupuy (1835-?), professor d'història del liceu de Brest. Per la seva banda, la Théodore Hersart de la Villemarqué aprofitaria la seva amistat amb Graveran, bisbe de Kemper el 1846, per tal d'utilitzar el leonés de Le Gonideg com a koiné bretona en la catequesi de les parròquies.
Alhora, el 1848 també fou fundada la Revue Provintiale de Kergolay i Joseph-Arthur Gobineau, que demanaven la divisió de França en autonomies i que propiciaren la publicació de l'obra d'Ernest Renan (1823-1892) Essai sur la poésie des races celtiques (1854), així com de la Nouvelle grammaire bretonne (1849) de La Villemarqué.
Una altra fita que tingué un cert ressò al país fou el celtisme i el panceltisme. Començaria el 1837, quan una delegació bretona fou convidada a l'Eisteddfodd d'Abergavenny, on La Villemarqué hi compongué alguns poemes i fou investit bard pel Gorsdedd de Gal·les, i continuada el 1838, quan Le Gonidec, Price i Alphonse de Lamartine encapçalaren una delegació bretona per tal de participar en el Gorsedd de Gal·les i al primer Congrés Intercèltic de Caerdydd. Fins i tot, La Villemarqué intentà ser diputat pels republicans moderats. L'èxit va moure a les diferents organitzacions bretones a la creació per la Villemarqué el 1855 de l'Académie Bardique, també coneguda com a Breuriez Barzed Breizh (Cofraria de Bards Bretons), molt influïda pels Gorsedd irlandesos i gal·lesos, que s'encarregaria el 1867 d'organitar el Segon Congrés Intercèltic a Sant Brieg, amb delegats escocesos, irlandesos i gal·lesos, i que propiciaria l'aparició el 1878 de l'Association Celto-Bretonne.
El 1870 apareix també la Revue Celtique, de caràcter literari i folklòric, dirigida per Henri Gaidoz (1842-1932), qui juntament amb els francesos admiradors de la cultura bretona, Charles de Gaulle (poeta) Barz Bro C’hall (1837-1880) i el comte de Charency (1832-1916) enviaren una petició a l'Assemblea Nacional francesa a favor de l'ensenyament de les llengües regionals. El 1886, els Consells Generals dels Departaments bretons atorgaren una subvenció per tal de crear una càtedra de llengua cèltica a la Universitat de Roazhon.

## Els bretons i la Commune del 1870
Alhora, en proclamar-se la Comuna de París el 4 de setembre del 1870, els esquerrans bretons Émile comte de Kératry (1832-1904), diputat per Brest, i el poeta Olivier Souêtre de Morlaix, ocuparen la prefectura de policia i formaren un govern format per general Trochu (de Gerveur) com a cap, el general Le Flô (de Lesneven), ministre de guerra, i dos ministres d'estat, Jules Simon (de An Oriant), filòsof republicà i patriota bretó (deia del francès Cette langue étrangère), i Glais-Bizoin (de Kintin), qui participà en la redacció del Corps législatif. Malauradament, la delegació enviada a Tours per a representar el govern defora de la capital setjada per l'enemic, a partir del 3 d'octubre, fou presidit pel jove arribista, brillant orador però políticament mediocre, Léon Gambetta. Keratry, qui havia dimitit de les seves funcions de prefet de police, s'inquietà de l'avanç dels alemanys vers l'oest. Reuní 80.000 voluntaris que formaren un exèrcit autònom bretó i demanaren armes a Gambetta per tal de mantenir posicions vora Mans i defensar París dels alemanys; però el govern francès no se'n fiava d'ells, i el mateix Gambetta, malgrat que nomenà Keratry general de divisió de les Forces de Bretagne i els les prometé, farà el possible perquè no els arribin. Només rebran escopetes velles, que produïen en ser disparades més baixes entre els disparadors que entre l'enemic (uns 12.000 foren massacrats a Saint Calais) i no els permetran moure's de Conlie, on molts hi moriran de verola i dissenteria, i molts es desencoratjaren per la manca de mitjans i entrenament. Finalment, el 22 d'octubre Gambetta posarà fi a la independència de comandament i els posarà sota l'ordre del general Jaurès. Keratry dimitirà i serà substituït per Marivault.
Aquest sacrifici criminal del jovent bretó provocà la indignació d'alguns intel·lectuals. El diputat i historiador Artur Lemoyne de La Borderie envià el 1874 un informe a Gambetta, Le Camp de Conlie et l'Armée de Bretagne, que fou publicat al Paris Journal, però tot fou oblidat. Però a Conlie s'hi posà una placa de record: D'ar Vretoned trubardet en ifern Kerfank-Conlie! Dalc'homp sonj! (Aux Bretons trahis dans l'enfer du Camp de la Boue à Conlie! Souvenons-nous!).

## Imposició del francès a l'escola
Com a resposta a les reivindicacions de l'ensenyament en bretó (i en altres llengües), entre el 1875 i el 1880 es promulgaren les lleis Ferry d'educació, mercè les quals s'estenia a tot frança l'escolarització obligatòria, gratuïta, laica … i en francès. En ella no sols no hi ha cap espai reservat per a les parles regionals, que rebran el nom despectiu de patois, sinó que se seguirà el lema Soyez prope parler français i s'emprarà el senhal contra els que es resisteixen. Cap al 1887 les lois Ferry s'estendrien també a les escoles privades i religioses, de manera que tota l'escola es va fer en francès. Aquest fet provocarà des del 1870-1880 el trencament de la societat tradicional bretona, així com un fort augment de l'alcoholisme entre la població local.
El 1895 es publicà el Manifest de les Escoles Cristianes, des d'on es protestava pel bandejament del bretó a les escoles religioses. Però aquest fet, així com l'èxit editorial de la revista Feiz ha Breiz van fer que s'associés la defensa de la religió catòlica a la defensa de la llengua bretona, la qual cosa suposarà una barrera infranquejable per al laïcisme republicà francòfon, alhora que donarà al moviment bretonista una flaire ultraconservadora de la que amb prou feines se’n podrà desempallegar.